# Jerzy Maciuszko
Jerzy Janusz Maciuszko (ur. 15 lipca 1913 w Warszawie, zm. 3 marca 2011 w Berea (Ohio), Stany Zjednoczone) – polski historyk i krytyk literatury.

## Życiorys
Był uczniem Państwowego Gimnazjum im. Stefana Batorego w Warszawie. Studiował na Wydziale Filologii Angielskiej Uniwersytetu Warszawskiego, po uzyskaniu w 1936 magisterium pracował jako nauczyciel języka angielskiego w I Państwowym Gimnazjum i Liceum im. Stefana Batorego w latach 1936–1937. Walczył w kampanii wrześniowej, został pojmany i uwięziony w obozie jenieckim. Po zakończeniu działań wojennych podjął decyzję o pozostaniu na emigracji, wyjechał do Wielkiej Brytanii, gdzie od 1946 do 1951 pracował jako inspektor tamtejszego Ministerstwa Oświaty. W 1951 wyjechał do Stanów Zjednoczonych, gdzie został wykładowcą języka polskiego i literatury polskiej w Alliance College w Cambridge Springs w Pensylwanii. W 1962 przedstawił pracę doktorską na Case Western Reserve University w Cleveland w stanie Ohio, został tam jako wykładowca języka polskiego oraz pracował w dziale literatury obcej w bibliotece publicznej w Cleveland. W 1967 Jerzy Maciuszko został nagrodzony przez Fundację Kościuszkowską za najwyżej ocenioną dysertację doktorską, która została ogłoszona w 1968 pod tytułem The Polish Short Story in English. W 1969 został kierownikiem Wydziału Studiów Słowiańskich Alliance College w Cambridge Springs i pełnił tę funkcję do 1973, zainicjował program wymiany młodzieży między Uniwersytetem Jagiellońskim i Alliance College. Ponadto był organizatorem polskiego klubu uniwersyteckiego, który wydawał własne czasopismo Alatus. W 1974 zakończył pracę na uniwersytecie i objął stanowisko dyrektora biblioteki w Baldwin-Wallace College w Cleveland, cztery lata później przeszedł na emeryturę pozostając czynny zawodowo. Przeprowadził się wówczas do Berea w Ohio, gdzie podjął pracę w Baldwin Wallace College. Wiele czasu poświęcił na działalność w organizacjach polonijnych, m.in.: Polskie Towarzystwo Naukowe na Obczyźnie, Cleveland Society of Poles, Cleveland Polish Society of Arts and Sciences Abroad, Związek Pisarzy Polskich na Obczyźnie, Polish American Congress, Fundacja Kościuszkowska, American Association of Slavic Studies, American Association of Teachers of Slavic and East European Languages and Literatures, regularnie publikował felietony w czasopismach naukowych m.in. prowadził dział recenzji nowości literatury polskiej w kwartalniku Books Abroad, który zmienił nazwę na World Literature Today.

## Publikacje
- Kilkadziesiąt recenzji, przedmów i posłowi na łamach książek;
- Felietony na łamach „Books Abroad”, po zmianie nazwy „World Literature Today”;
- Autorem antologii „The Polish Short Story in English” (1968);
- Autor hasła Zbigniew Herbert w encyklopedii (1975);
- Autor rozdziału w antologii „Polish Letters in America” (1978) i w „Polish-American Literature” (1983).

## Nagrody i odznaczenia
- Tytuł „Wybitny nauczyciel Ameryki” (Outstanding Educator of America) (1970);
- Nagroda im. Hilberta T. Fickena (Hilbert T. Ficken Award) przyznawana przez Baldwin-Wallace College (1973);
- II nagroda w konkursie literackim International YMCA w Genewie;
- Złoty Krzyż Światowej Federacji Stowarzyszenia Polskich Kombatantów (1988);
- Krzyż Zasługi z okazji 50-lecia wysiłku wojennego, przyznany przez Stowarzyszenie Weteranów Armii Polskiej (1989);
- Polish Heritage Award przyznany przez Polonia Foundation Cleveland (1989);
- Człowieka Roku (American Biographical Institute) (1990);
- Krzyż Oficerski Orderu Zasługi Rzeczypospolitej Polskiej (1993).